# Ветроходен кораб
Ветроходен кораб, ветроход или платноход е кораб, който използва за придвижване силата на вятъра чрез платна (ветрила). По-малките ветроходни плавателни съдове с по-малък брой мачти (яхти и други) се наричат ветроходни лодки.
Въпреки че използването на вятъра е един от най-древните начини за задвижване на плавателен съд (наред с греблата), върховият си разцвет ветроходите достигат през XVIII век, след залеза на гребно-ветроходните кораби и преди масовото навлизане на парната машина в корабоплаването.

## Видове ветроходни кораби
Непълен списък, който ще се попълва при добавянето на нови статии в Уикипедия:
- Барк
- Баркентина
- Каравела
- Клипер
- Шхуна
- Фрегата
- Галеон
- Линеен кораб
- Корвета